# Philip Milanov
Philip Milanov, född 6 juli 1991, är en friidrottare från Belgien. Han deltog vid olympiska sommarspelen 2016 och olympiska sommarspelen 2024.